# Secundus von Asti

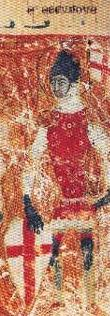
Secundus von Asti im Codice della Catena

Secundus von Asti († 119 in Asti) war ein früher christlicher Märtyrer und Heiliger.
Der legendären Überlieferung zufolge war Secundus ein Patrizier und Offizier aus Asti im Piemont. Die Taufe erhielt er in Mailand. Er soll den Bischof Martianus von Tortona, der selbst als Schüler des Barnabas gilt, nach dessen Martyrium bestattet haben. Secundus sei anschließend vor seinen Verfolgern von Tortona nach Asti geflohen, wo er, als er den heiligen Calocerus besuchen wollte, gefangen genommen und gefoltert worden sei. Schließlich sei er dort enthauptet worden.
Asti verehrt Secundus als seinen Stadtheiligen, seine Reliquien sollen sich in der Basilika San Secondo in Asti befinden. Gedenktag des Heiligen ist der 29. März, in Asti wird außerdem die Translation der Reliquien am 1. Juni begangen.